# Clovis (New Mexico)
Clovis ist eine Stadt im Osten des US-Bundesstaates New Mexico und Verwaltungssitz (County Seat) des   Curry County. Sie hat 38.567 Einwohner (Stand 2020) und ist somit die achtgrößte Stadt in New Mexico. Die Fläche beträgt 58,3 km². Nach ihr ist die Clovis-Kultur benannt.

## Geschichte
Clovis wurde 1909 gegründet. Die Stadt wurde von der Tochter eines Eisenbahnbeamten nach dem fränkischen König Chlodwig (französisch Clovis) benannt.
| Einwohnerentwicklung 1 | Einwohnerentwicklung 1 | Einwohnerentwicklung 1 | Einwohnerentwicklung 1 | Einwohnerentwicklung 1 | Einwohnerentwicklung 1 | Einwohnerentwicklung 1 | Einwohnerentwicklung 1 |
| ---------------------- | ---------------------- | ---------------------- | ---------------------- | ---------------------- | ---------------------- | ---------------------- | ---------------------- |
| Jahr                   | 1980                   | 1990                   | 2000                   | 2005                   | 2010                   | 2020                   |                        |
| Einwohner              | 31.194                 | 30.954                 | 32.667                 | 33.357                 | 37.775                 | 38.567                 |                        |

## Sehenswürdigkeiten
Sehenswürdigkeiten in Clovis sind 
- der Hillcrest Park Zoo
- das Clovis Depot, ein Modelleisenbahnmuseum
- das Norman Petty Studio, wo Roy Orbison und Buddy Holly aufgenommen haben
- das Old Homestead Museum & Pappy Thornton Farm Museum.

## Bildung
Schulen
| - Elementary Schools - Barry Elementary - Bella VIsta Elementary - Highland Elementary - James Bickley Elementary - La Casita Elementary - Lincoln Jackson Elementary - Lockwood Elementary - Los Ninos Pre-School - Mesa Elementary - Parkview Elementary - Ranchvale Elementary - Sandia Elementary - Zia Elementary |  | - Weitere Schulen - Yucca School - Gattis und Marshall Junior High School - High School Clovis |

## Verkehr

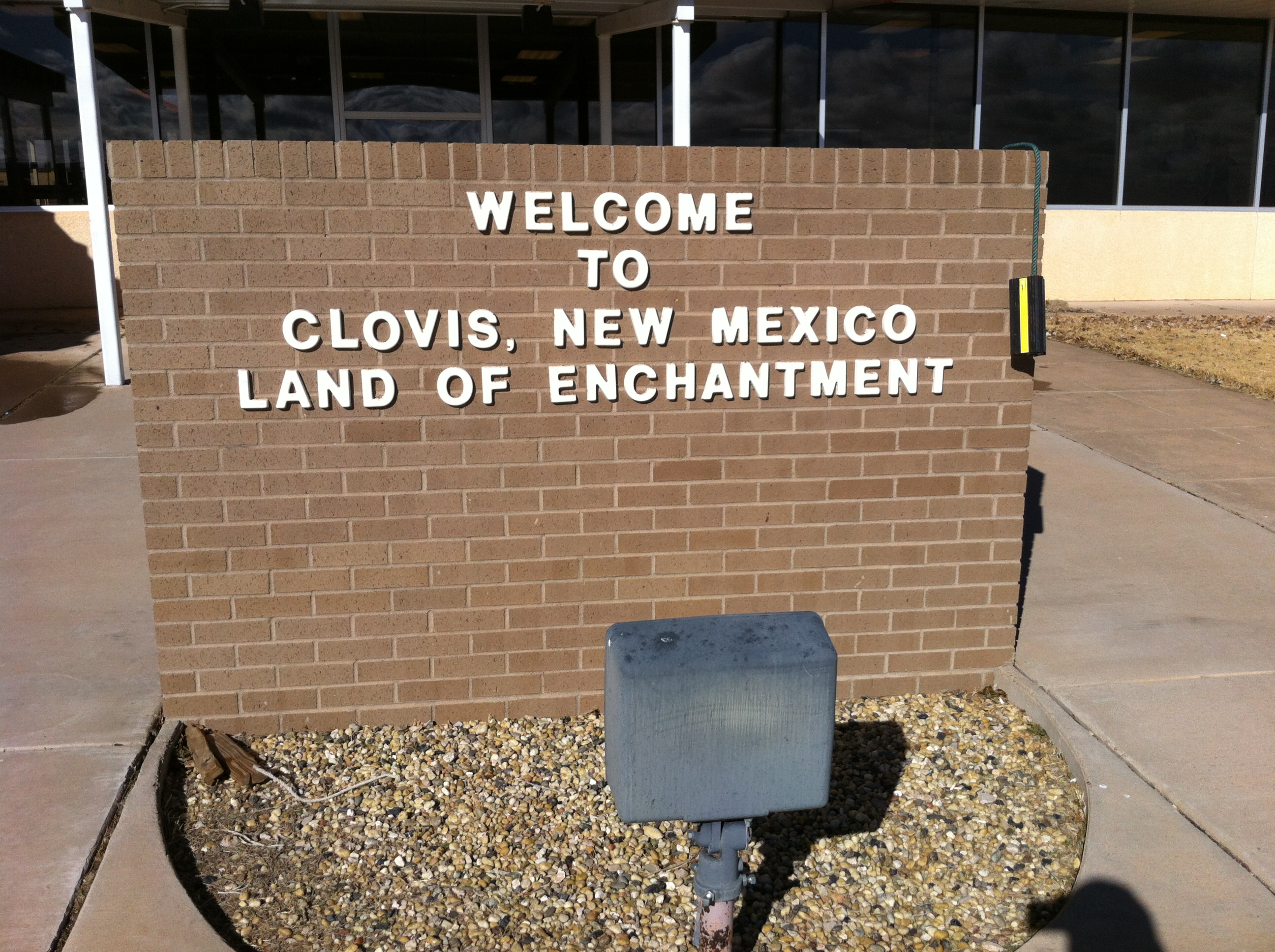
Am Clovis Airport

Mit dem Clovis Municipal Airport und der Cannon Air Force Base besitzt Clovis zwei Flughäfen.

## Söhne und Töchter der Stadt
- Howard C. Bratton (1922–2002), Bundesrichter
- Norman Petty (1927–1984), Musiker, Komponist und Produzent
- Fred K. Mahaffey (1934–1986), General der United States Army
- Jack Bresenham (* 1937), Informatiker, entwickelte in den 1960er Jahren Algorithmen zur Darstellung von Linien auf einem Computerbildschirm
- Walter Bradley (* 1946), Politiker
- Wayne Hale (* 1954), stellvertretender Chef für strategische Partnerschaften der NASA
- John F. Mulholland Jr. (* 1955), Generalleutnant der United States Army
- Hank Baskett (* 1982), Footballspieler

## Nachweise
1. ↑   US Census Bureau (Memento vom 15. Juli 2015 im Internet Archive)